# Јован Ђорђевић (правник)
Јован Ђорђевић (Београд, 1908 — Београд, 1989) био је српски правник, политиколог, универзитетски професор и академик. Ђорђевић је био редовни професор Правног факултета Универзитета у Београду, професор на Сорбони-Париз, члан САНУ и свих јужнословенских академија наука и умјетности.

## Биографија
Јован Ђорђевић рођен је 10. марта 1908. у Београду. Потиче из угледне и образоване београдске породице Ђорђевић. Млађи брат Божидар Ђорђевић (лекар) био је такође професор Београдског универзитета и академик. Јован је основну школу, Четврту београдску гимназију и Правни факултет завршио је у Београду. Докторске студије у Паризу на Сорбони. 1945. постаје први декан Правног факултета у Београду. Од 1946. предаје уставно право, теорију државе и социологију. 1954. учествује у „правној изградњи“ Устава и закона ФНРЈ као помоћник министра гдје обавља функцију секретара Комитета за законодавство и организацију Савезног извршног већа. Судија је Уставног суда Југославије и предсједник Уставног суда Србије. Уредник је "Архива за правне и друштвене науке". Придружени је професор Универзитета у Паризу - Сорбона . Др Јован Ђорђевић је члан САНУ, одељења друштвених наука: дописни од 17.12.1959, редовни од 20.12.1961. у одборима за изворе српског права и филозофију и друштвену теорију - Члан је Председништва САНУ од 7.4.1966 до 24.4.1969. Био је члан свих јужнословенских академија наука и умјетности.
Умро је у Београду 9. децембра 1989. г.
Један је од аутора нацрта групе Меморандума САНУ из 1986.

## Признања
- Почасни доктор наука Универзитета у Стразбуру.
- Награда АВНОЈ-а, 1968.
- Октобарска награда Београда, 1961.
- Орден братства и јединства
- Орден заслуга за народ са златним венцем, 1965.
- Орден рада са црвеном звездом, 1988.[3]

## Дјела
- фр. ;
- Контрола уставности закона САД, (1937)
- Јавно мњење, (1939)
- Основна питања федералне државе,(1940)
- Уставно право ФНРЈ, (1947-1948)
- Народни одбори, ( 1949)
- Уставно право , ( 1953. И 1958)
- Државно уређење ФНРЈ, (1954)
- Оглед о бирократији, (1960)
- Уставно право и политички систем, (1961,1962)
- Социјализам и демократија, (1961).
- Нови уставни систем, (1963,1964)[1][2]